# 成都城市音乐厅
30°38′18″N 104°04′37″E / 30.63842°N 104.07688°E

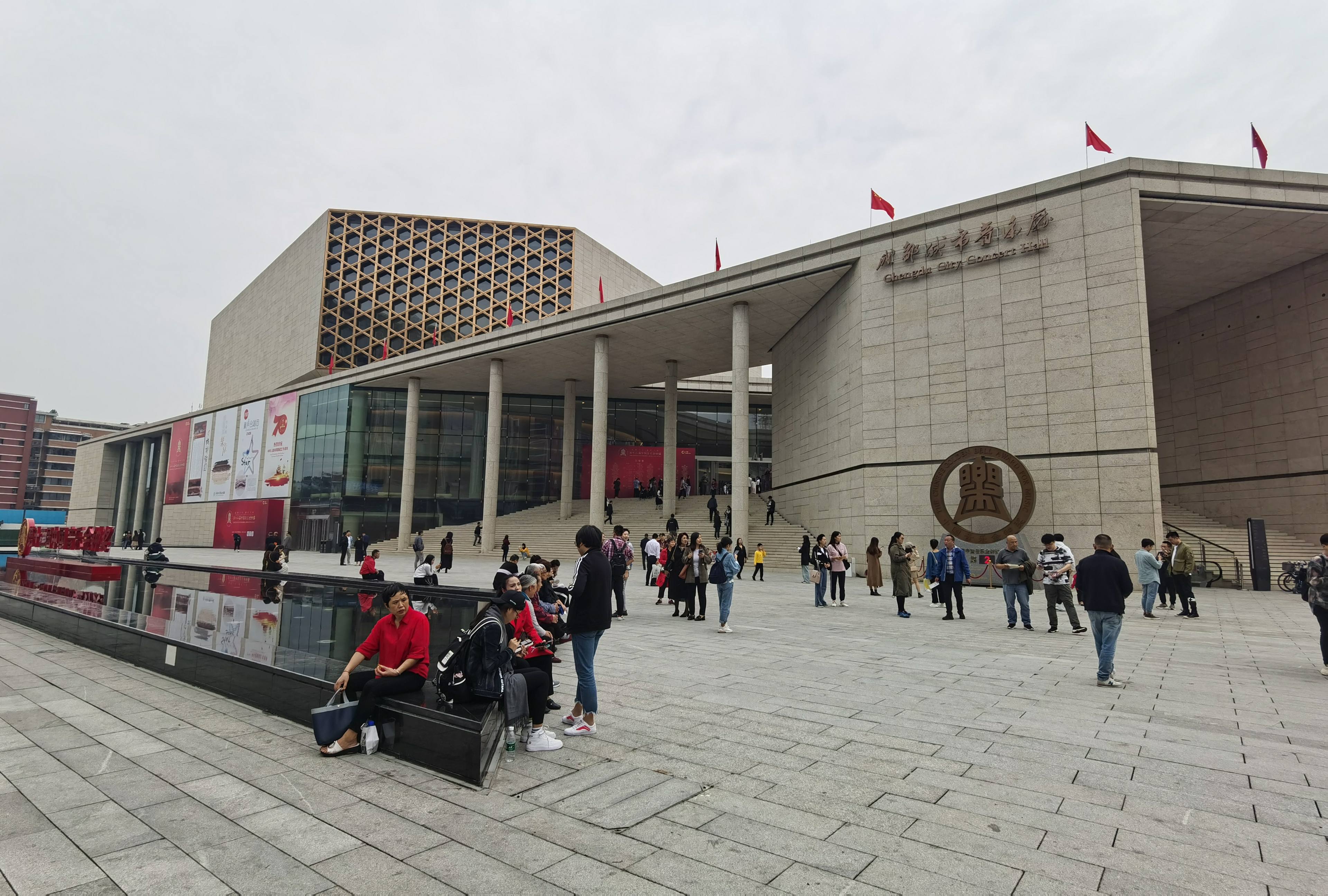
城市音乐厅正面

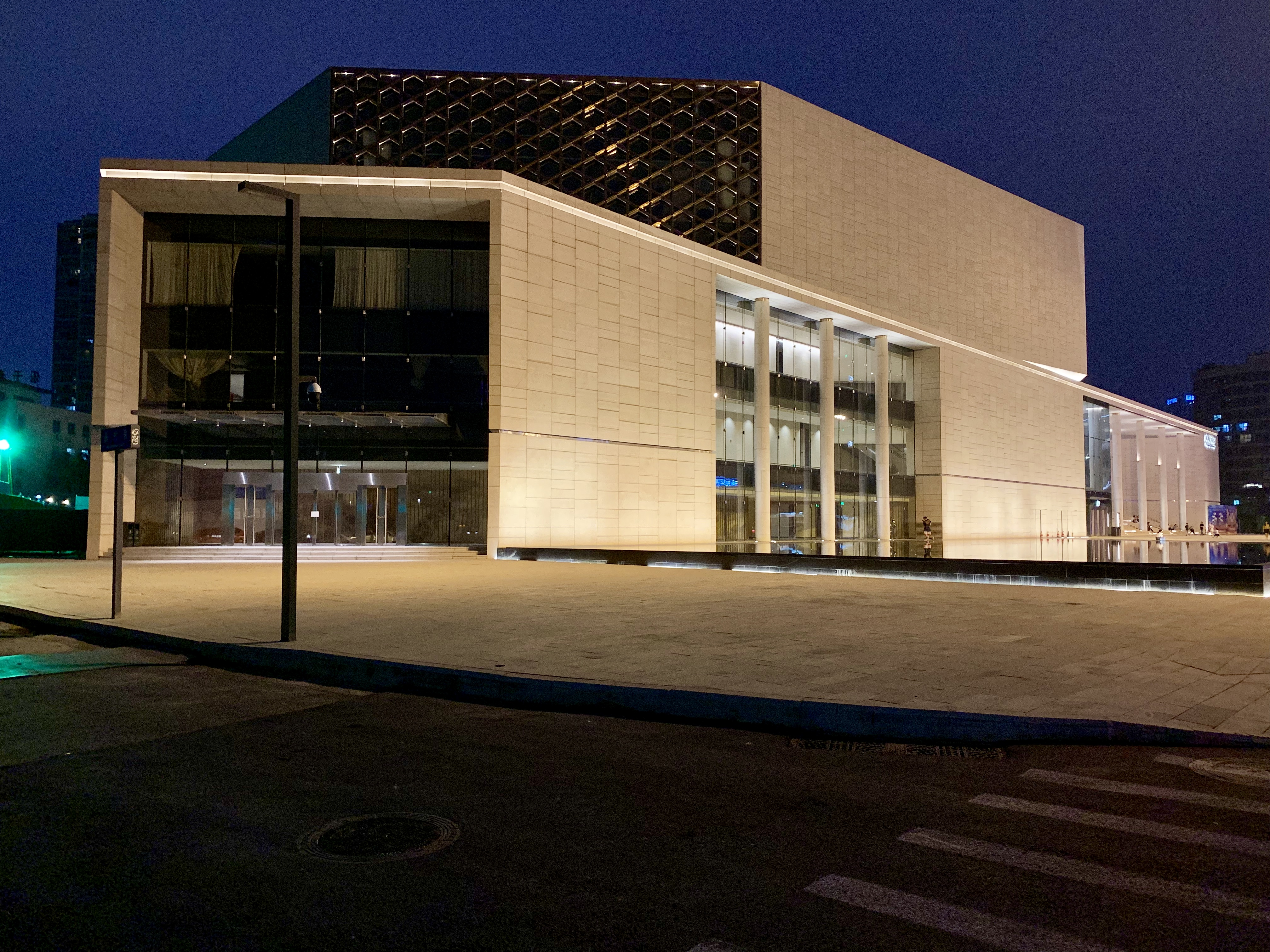
城市音乐厅夜景

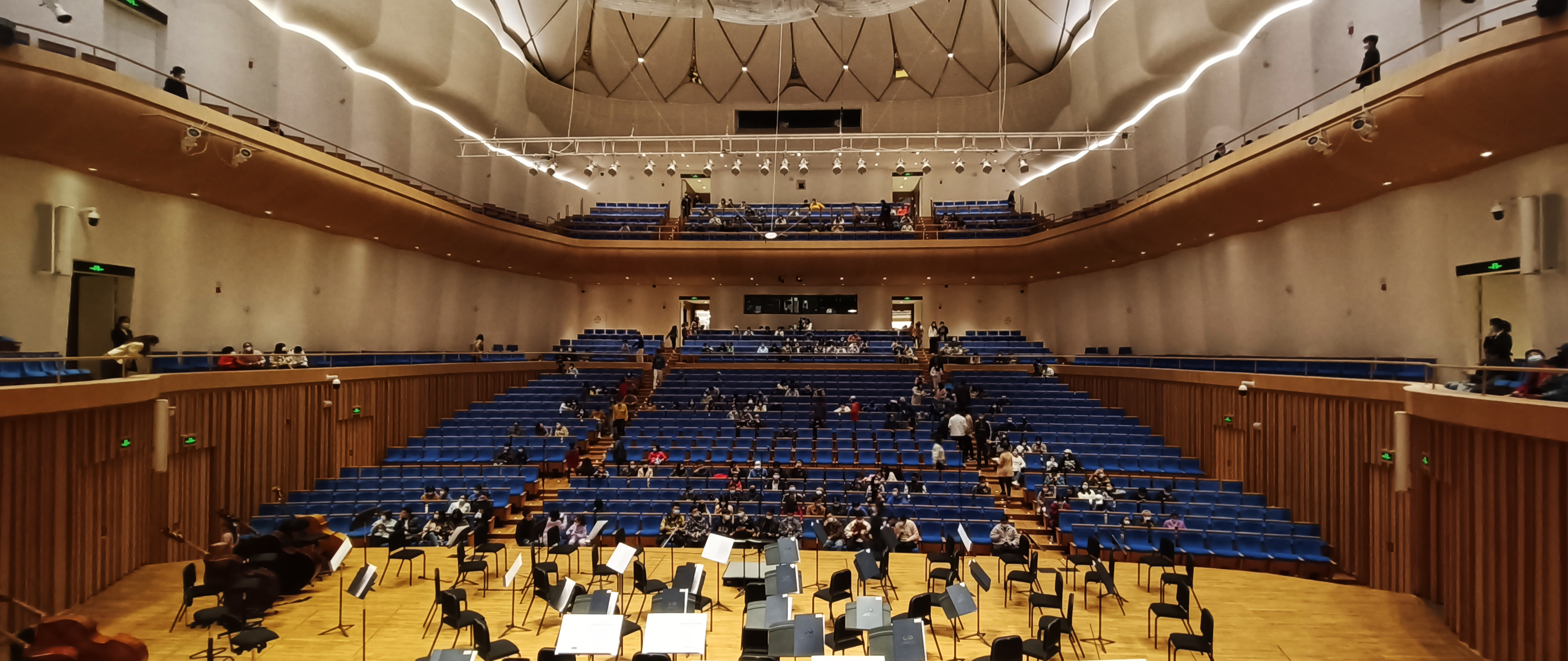
城市音乐厅内部

成都城市音乐厅，是四川省成都市2016年开工建设的综合性公共文化设施。
城市音乐厅位于成都市一环路南一段，占地35亩，于2019年正式投入使用。其规模在全国综合类剧院中排名第三，仅次于国家大剧院、江苏大剧院，也是目前西部最大的城市音乐厅。
建筑由1500座席的歌剧厅、1300座席的音乐厅、400座席的戏剧厅、200座席的小音乐厅及相关配套设施组成。音乐厅室外还配有一个露天剧场。

## 历史
- 2015年，成都市政府联合四川音乐学院，敲定在成都市一环路南一段川音大厦地块建设一座标准化音乐厅，推动成都市建设“世界文化名城”的目标。[3]同年，成都城市音乐厅全球设计方案征集启动。[4]包括凯达环球、让努维尔在内的34家设计事务所参与竞标。最终，由德国GMP设计的“竹编灯笼”方案中标。[5]
- 2016年8月25日，川音大厦爆破拆除，成都城市音乐厅施工启动。
- 2018年2月8日，城市音乐厅主体完工。[6]
- 2018年12月29日，中国交响乐团成都新年音乐会在城市音乐厅举办，这亦是城市音乐厅首场演出。[2]
- 2019年，城市音乐厅调试完成并正式投入使用。
- 2021年4月15日，城市音乐厅与成都地铁磨子桥站联络通道正式启用。[7]

## 设计
成都音乐厅由德国GMP设计事务所完成概念设计，并进一步由中建西南院主导进行深化。音乐厅整体以“竹编灯笼”为设计灵感，包含两个较大的独立体量与一个整体平台，内有一个1600座歌剧厅、一个1400座音乐厅、一个400座戏剧厅、一个300座小型室内音乐厅、2000座露天音乐广场以及公众广场、共享大厅等设施。音乐厅总建筑面积10.2万平方米，占地面积35亩。

## 运用
成都音乐厅由四川音乐学院、成都广播电视台、成都城投集团组建的成都城市音乐厅运营管理公司运营。